# Горња Пакаштица
Горња Пакаштица (алб. Pakashticë e Epërme) је насеље у општини Подујево на Косову и Метохији. Атар насеља се налази на територији катастарске општине Горња Пакаштица површине 1529 ha. Пакаштица се први пут помиње у турском попису из 1455. године, када су Горња и Доња Пакаштица чиниле једно село са 33 српске куће на челу са сеоским попом. До 1878. године у селу је било више српских кућа. У 15. веку у Горњој Пакаштици је постојала православна црква. Године 1986. у обе Пакаштице остала су још само два српска домаћинства. Овде се налази Црква Светих апостола Петра и Павла у Горњој Пакаштици.

## Демографија
Насеље има албанску етничку већину.
Број становника на пописима:
- попис становништва 1948. године: 573
- попис становништва 1953. године: 674
- попис становништва 1961. године: 727
- попис становништва 1971. године: 701
- попис становништва 1981. године: 882
- попис становништва 1991. године: 985